# Pristimantis seorsus
Pristimantis seorsus är en groddjursart som beskrevs av Lehr 2007. Pristimantis seorsus ingår i släktet Pristimantis och familjen Strabomantidae. IUCN kategoriserar arten globalt som otillräckligt studerad. Inga underarter finns listade i Catalogue of Life.